# Coleophora sodae
Coleophora sodae is een vlinder uit de familie kokermotten (Coleophoridae). De wetenschappelijke naam is voor het eerst geldig gepubliceerd in 1993 door Baldizzone & Nel.
De soort komt voor in Europa.